# 比爾·維京

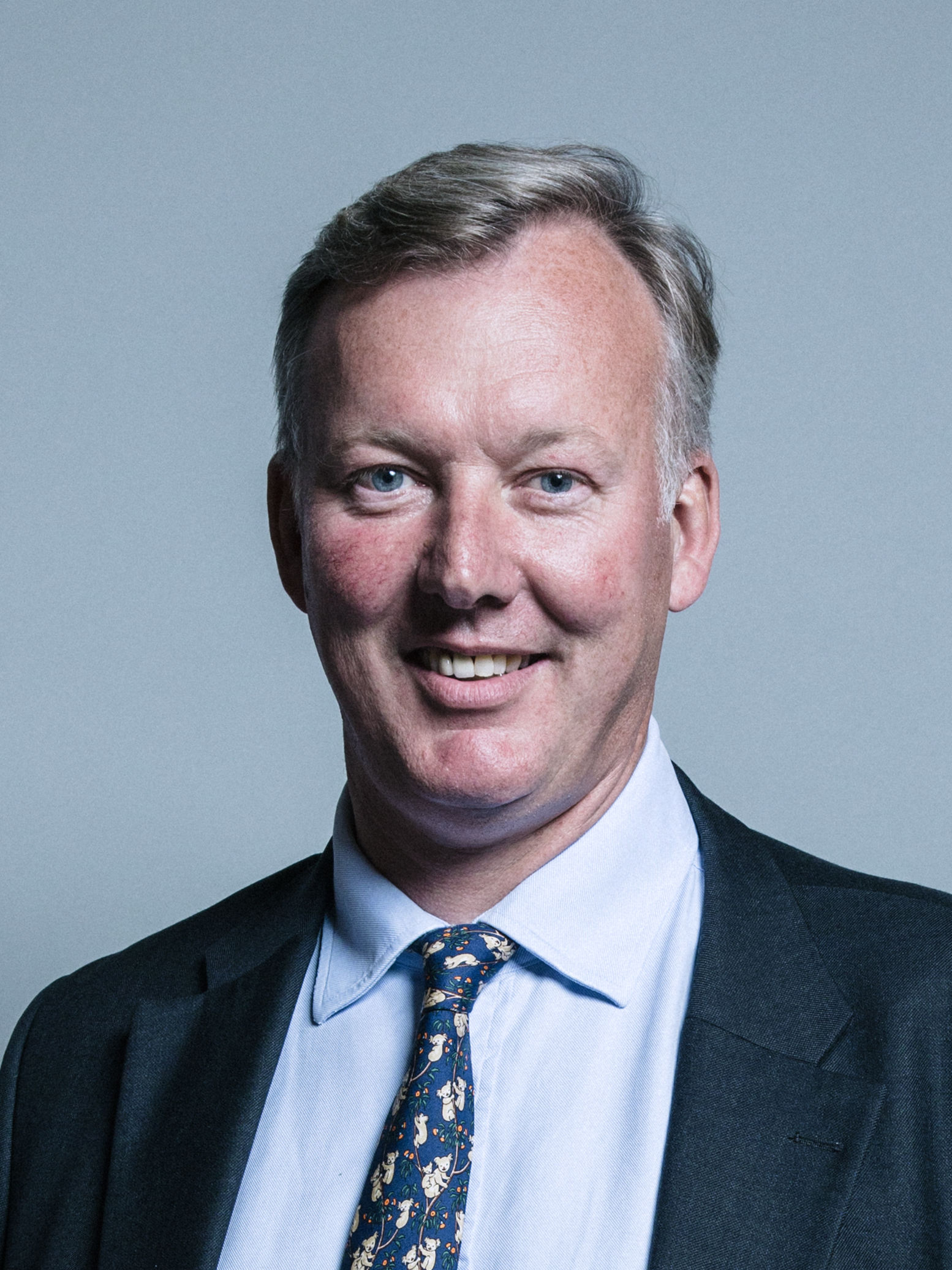

比爾·維京（英語：Bill Wiggin，1966年6月4日—）是一位英格蘭政治人物，他的黨籍是保守黨。

## 生平
自2010年開始，他擔任北赫里福德郡選區選出的英國下議院議員。他在2001年首次當選國會議員。